# Zawadka (Strzyżów)
Pour les articles homonymes, voir Zawadka.
Zawadka est une localité polonaise de la gmina et du powiat de Strzyżów en voïvodie des Basses-Carpates.